# Auchmis aurilegula
Auchmis aurilegula är en fjärilsart som beskrevs av Charles Oberthür 1880. Auchmis aurilegula ingår i släktet Auchmis och familjen nattflyn. Inga underarter finns listade i Catalogue of Life.